# Новента-ди-Пьяве
Новента-ди-Пьяве (итал. Noventa di Piave) — коммуна в Италии, располагается в провинции Венеция области Венеция.
Население составляет 6159 человек (на 2005 г.), плотность населения составляет 331 чел./км². Занимает площадь 18 км². Почтовый индекс — 30020. Телефонный код — 0421.
Покровителем коммуны почитается святой мученик Мавр. Праздник ежегодно празднуется 22 ноября и 23 ноября.